# Werner Fiedler (Fußballspieler, 1924)
Werner Fiedler (* 23. Oktober 1924 in Breslau-Stabelwitz; † 7. Juli 2022 in Witten), ein deutscher Fußballspieler, der in Dessau, Essen und Duisburg im Erstligafußball vertreten war.

## Sportliche Laufbahn
Bei der Betriebssportgemeinschaft (BSG) Motor Dessau bestritt Werner Fiedler in der Saison 1950/51 im Alter von 25 Jahren seine ersten Spiele in der DDR-Oberliga. Er wurde vom ersten Spieltag an eingesetzt und absolvierte 24 der 34 Punktspiele. Dabei spielte er stets als Rechtsaußenstürmer und erzielte vier Tore. Seine Position behielt Fiedler auch in der Spielzeit 1951/52. In der Mammutsaison mit 36 Punktspielen wurde er 29-mal aufgeboten und kam diesmal auf fünf Treffer.
Nach zwei Spielzeiten in der DDR-Oberliga wechselte Fiedler in die Bundesrepublik. Dort schloss er sich Schwarz-Weiß Essen an, dessen Mannschaft in der Oberliga West spielte. Dort konnte er sich nicht als Stammspieler durchsetzten und kam als Mittelfeldspieler nur in sechs Oberligaspielen zum Einsatz. In der folgenden Saison spielte Fiedler für den Duisburger SpV, mit dem er 1954 aus der II. Division West in die Oberliga West aufstieg. Dort war er 1954/55 ebenfalls nur Ersatzspieler und bestritt lediglich zwei Ligaspiele. Für die Saison 1955/56 wurde Fiedler noch für den Kader der Duisburger gemeldet, bestritt aber kein Spiel. Anschließend verschwand er aus dem Erstligafußball.